# Mogoș
Mogoș é uma comuna romena localizada no distrito de Alba, na região histórica da Transilvânia. A comuna possui uma área de 81.33 km² e sua população era de 976 habitantes segundo o censo de 2007.